# Meister von 1473
Meister von 1473 ist der Notname eines westfälischen Malers der zweiten Hälfte des 15. und des beginnenden 16. Jahrhunderts.
Der Meister von 1473 erhielt seinen Notnamen nach dem auf das Jahr 1473 datierten Annen- oder auch Sippenaltar in der Wiesenkirche in Soest, der ein Frühwerk dieses Künstlers ist. Er war in Westfalen, unter Umständen in der Werkstatt von Johann Koerbecke, und ab Mitte der 1480er Jahre bis etwa 1517 wohl in Lübeck tätig. Wie bei dem Lübecker Maler Hermen Rode ist auch beim Meister von 1473 der Einfluss des Meister von Liesborn erkennbar. Der Kunsthistoriker Harald Busch brachte den Gedanken auf, ihn mit der Person des Malers Henning von der Heyde zu verbinden. Seine ehemals in der Lübecker Marienkirche befindlichen Werke fielen dem Brand nach dem Luftangriff auf Lübeck am 29. März 1942 zum Opfer. Ein Kreuzigungsaltar befindet sich in der Lübecker Jakobikirche. Da Lübeck im Spätmittelalter als Hansestadt auch ein Zentrum des nordeuropäischen Kunsthandels war, werden ihm auch Werke in Skandinavien zugeschrieben. Er ist nicht mit dem Brügger Meister von 1473 zu verwechseln.

## Weblink
- Annen- oder Sippenaltar in der Soester Wiesenkirche. Abgerufen am 22. Juni 2015.

| Personendaten    | Personendaten       |
| ---------------- | ------------------- |
| NAME             | Meister von 1473    |
| KURZBESCHREIBUNG | westfälischer Maler |
| GEBURTSDATUM     | vor 1473            |
| STERBEDATUM      | nach 1517           |